# Henri Loritz
Pour les articles homonymes, voir Loritz.
Henri Jacob Loritz (Toul, 23 octobre 1815 - Nancy, 30 août 1865 ) est le fondateur d'une école technique et professionnelle privée, dénommée plus tard l'école professionnelle de l'Est et d'un pensionnat pour y loger les internes de l'école, à Nancy, bâtiments et ateliers pour étudier les sciences appliquées, l'industrie et le commerce, appelées depuis le milieu du XXe siècle, le lycée Henri-Loritz.

## Biographie
Henry Loritz « appartenait à une ancienne famille de militaires, originaire de Landau. Son aïeul, colonel d'artillerie, était commandant de place à Dieppe ; son père, capitaine et décoré à 21 ans, à la Bérézina, brisa prématurément son épée, vint habiter Toul et fut plus tard obligé d'exercer les modestes fonctions d'instituteur à Thiaucourt. M. Loritz aimait à dire “qu'élevé à l'école de l'adversité, où les nobles cœurs grandissent et s'épurent, il y avait puisé le courage et l'abnégation” ».
Henri Jacob Loritz s'est marié, à Nancy, le 28 juin 1837  avec Marie Elisa Laurent (10 mars 1814 - ?) (à 23 ans). Il était, cette année là, directeur de l'école communale à Nancy.

## Fondateur d'une école professionnelle et d'un pensionnat
Le 1er octobre 1844, le nancéien Henri-Jacob Loritz fonde l'école professionnelle de l'Est et le pensionnat Jacques Callot installé Rue du Tapis-Vert.
La dénomination d'école professionnelle de l'Est ne date pourtant que de l'année 1881. L'école en gestation n'a encore ni nom ni qualificatif, elle se nomme "pensionnat Callot", par défaut, puis "école Loritz" ou encore "école Tabellion", du nom de son directeur et administrateur principal. Menacée de disparition après la guerre de 1870, elle est sauvée en 1877 par un consortium d'intérêts privés. Pourquoi le terme pensionnat suffit-il à son créateur ? Un pensionnat en 1788 est une maison d'éducation qui reçoit des internes. Les pensionnats privés, véritables maisons chargées de l'éducation de pensionnaires-élèves, souvent de haute réputation, élitiste et coûteux, préparent généralement au XIXe siècle les garçons aux divers concours et les filles aux bonnes manières et à la vie en société, par une pédagogie bourgeoise et livresque. Il semble que Henri Loritz ait d'emblée également choisi d'initier aux sciences appliqués et aux fondamentaux de l'industrie et du commerce, par la connaissance des arts et métiers et des rudiments techniques en atelier. C'est pourquoi son monument érigée à la Belle Époque rappelle surtout une fondation pionnière d'école technique et professionnelle.
Le but de l'école est de préparer aux diverses carrières professionnelles, qu'elles soient administratives ou au niveau de la comptabilité et de la vente, relatives aux travaux-publics, aux ponts-et-chaussées, au service vicinal, aux postes et télégraphes, aux douanes, aux contributions directes, aux écoles d'art et métiers, aux divers examens civiles ou militaires (mécanicien de la flotte, concours d'écoles supérieures techniques ou spécifiques du registre mentionné).

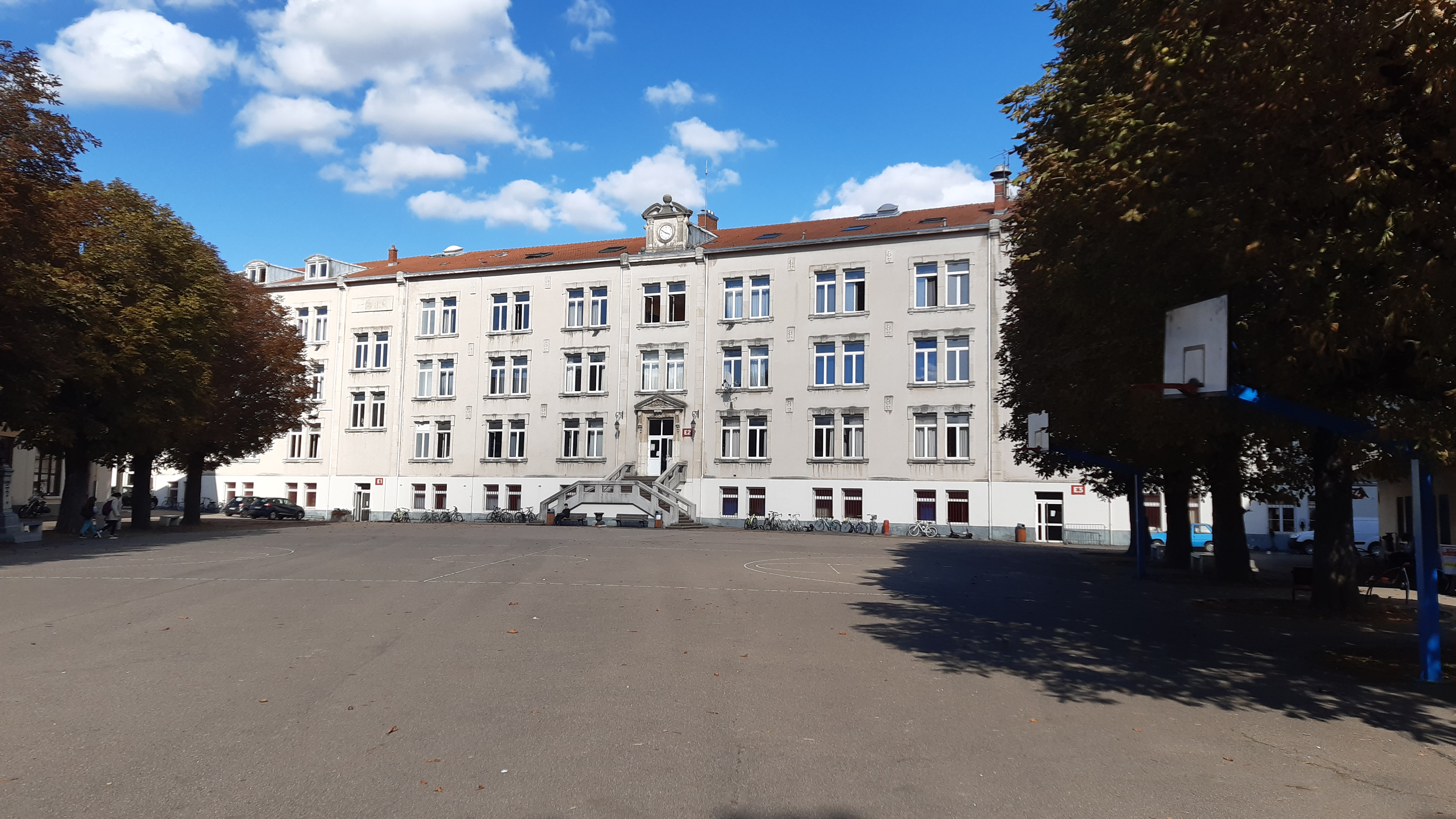
Bâtiment Lobau du lycée Henri-Loritz.

## Hommage
Un buste en bronze est inauguré en 1904 dans le lycée qui porte son nom. Le sculpteur est Ernest Bussière, le fondeur Edmond Gruet et l'architecte Charles-Désiré Bourgon.